# Anne Baillot
Anne Baillot (* 1976 in Châteauroux, Département Indre) ist eine französische Germanistin und Philosophiehistorikerin mit einer Spezialisierung auf Neuere Deutsche Literaturwissenschaft sowie die Geschichte der deutschen Philosophie und Gelehrtennetzwerke. Sie ist seit 2017 Professorin für Germanistik an der Universität Le Mans und seit 2024 an die Digitale Forschungsinfrastruktur für die Geistes- und Kulturwissenschaften in Berlin abgeordnet.

## Akademischer Werdegang und Forschung
Anne Baillot beendete ihre Schule 1993 mit der Erlangung des Baccalauréats und bestand nach den beiden Vorstudienjahren (Classes préparatoires) 1995 die Aufnahmeprüfung für die École Normale Supérieure in Paris. Parallel studierte sie auch an der Universität Paris-Nanterre, wo sie 1996 die Licence in Germanistik und Philosophie erlangte und 1997 mit der Arbeit Karl Wilhelm Ferdinand Solger et le premier romantisme die Maîtrise in Germanistik abschloss. 1998 bestand sie die Agrégation (Staatsprüfung für das höhere Lehramt) im Fach Deutsch und erhielt aufgrund einer Arbeit über Ironie bei Solger das Diplôme d’études approfondies (DEA). Im Jahr darauf begann Baillot ein Promotionsstudium bei Michel Espagne und war zudem Lehrbeauftragte am Institut für Germanistik der Universität Paris VIII. Im November 2002 verteidigte sie ihre mit summa cum laude bewertete Dissertation Entstehung und Rezeption des ästhetischen Gedankens von K.W.F. Solger. 
2002/03 war Baillot Stipendiatin der Studienstiftung des Abgeordnetenhaus von Berlin und lehrte am Berliner Institut français sowie an der Technischen Universität Berlin. Von 2003 bis 2005 war Baillot Stipendiatin des DAAD am Forschungszentrum Europäische Aufklärung in Potsdam. Von 2005 bis 2008 arbeitete sie mit einem Stipendium der Deutschen Forschungsgemeinschaft (DFG) weiterhin am Forschungszentrum Europäische Aufklärung und lehrte parallel an der Universität Potsdam. In der ersten Jahreshälfte 2007 weilte sie als Gastwissenschaftlerin am Institut für Germanistik der University of Chicago. Von 2008 bis 2010 erhielt sie ein weiteres DFG-Stipendium und nahm einen Lehrauftrag an der Humboldt-Universität zu Berlin (HU) wahr. 
Zwischen Juni 2010 und Ende 2015 leitete Baillot als „Nachwuchsgruppenleiterin“ im Rahmen des Emmy-Noether-Programmes der DFG das Projekt Berliner Intellektuelle 1800-1830 am Institut für deutsche Literatur der HU Berlin. Dort wirkte sie auch in der universitären Selbstverwaltung, als gewähltes Mitglied des Institutsrates sowie des Fakultätsrates von 2012–2016 und in der Promotionskommission der Fakultät 2014–2016. Im Wintersemester 2014/2015 vertrat sie die Professur für Digitale Geisteswissenschaften am Stuttgart Research Centre for Text Studies (SRCTS) der Universität Stuttgart. Im Februar 2016 wurde Baillot als Expertin für Digitale Methoden für die Geisteswissenschaften Mitarbeiterin des Centre Marc Bloch. Die Habilitation für Philosophie und Sozialwissenschaften erfolgte im Dezember des Jahres an der École des hautes études en sciences sociales (EHESS), Gutachter war Denis Thouard. 
Seit September 2017 ist Baillot Professorin für Germanistik an der Université du Maine in Le Mans. Dort forscht sie im „Laboratorium“ 3.LAM (Sprachen, Literaturen, Linguistik), ist Erasmusbeauftragte der Abteilung Germanistik und Verantwortliche für den binationalen Bachelorstudiengang Europäische Studien der Universitäten Le Mans und Paderborn. 2021/22 arbeitete sie in der gemeinsamen Forschungseinheit ICAR – Interactions, Corpus, Apprentissages, Représentations des CNRS und der École normale supérieure de Lyon. Seit April 2024 ist sie an der Universität Le Mans beurlaubt, um in Berlin am Konsortium für eine europäische Forschungsinfrastruktur „DARIAH“ (Digitale Forschungsinfrastruktur für die Geistes- und Kulturwissenschaften) mitzuarbeiten.
Baillot forscht vorrangig zur Geschichte der Intellektuellen, zum französisch-deutschen Kulturtransfer, zur Rezeption der Antike im 18. und frühen 19. Jahrhundert sowie zur Geschichte der Übersetzung. Auch selbst ist sie im Bereich der Edition und Kommentierung von Briefwechseln tätig.

## Mitgliedschaften und Auszeichnungen
Baillot wurde 2010 mit dem mit 15.000 € dotierten „Caroline von Humboldt-Preis“ der zentralen Frauenbeauftragten der HU Berlin ausgezeichnet. 2014 war sie Karl-Ferdinand-Werner Fellow am Deutschen Historischen Institut in Paris. Von 2016 bis 2019 war sie Chefredakteurin des Journal of the Text Encoding Initiative. Seit 2011 ist sie gewähltes Mitglied des Kompetenznetzwerks „Berlin der Begegnung“ der Einstein Stiftung Berlin sowie seit 2013 Mitglied der wissenschaftlichen Beiräte der Plattformen hypotheses.fr und hypotheses.en. Sie war von 2013 bis 2015 Direktoriumsmitglied des Einstein-Zirkel Digital Humanities der Einstein-Stiftung, 2014 bis 2016 Mitglied des Wissenschaftlichen Rates der Forschungsbibliothek zur Bildungsgeschichte in Berlin sowie von 2013 bis 2017 der Redaktion des DHCommons Journal und von 2015 bis 2017 im Wissenschaftlichen Beirat der European Society for Textual Scholarship. Zwischen 2015 und 2017 war sie Vorstandsmitglied im Verband Digital Humanities im deutschsprachigen Raum. Seit 2017 ist sie Mitglied der Alexander-von-Humboldt-Stiftung.

## Publikationen
Gemeinsam mit Günther Lottes und Brunhilde Wehinger gibt Anne Baillot die auf 12 Bände angelegte Potsdamer Ausgabe/Édition de Potsdam der Werke Friedrich des Großen.
- Genèse et réception de la pensée esthétique de K.W.F. Solger entre 1800 et 1830. Paris 2002. [ungedruckte Dissertation]
- L' esthétique de K. W. F. Solger. Symbole, tragique et ironique. Du Lérot, Tusson, Charente 2002.
- Herausgeberin: Karl Wilhelm Ferdinand Solger: L' art et la tragédie du beau. Ed. Rue d’Ulm, Paris 2004, ISBN 2-7288-0320-X.
- Herausgeberin: Langue, Littérature, Culture à l’épreuve de l’autre. L’Harmattan, Paris 2007.
- Editorin mit Brunhilde Wehinger: Friedrich der Grosse - Philosophische Schriften/Oeuvres philosophiques. Akademie-Verlag 2007, ISBN 978-3-05-004000-4.
- Herausgeberin mit Charlotte Coulombeau: Die Formen der Philosophie in Deutschland und Frankreich 1750–1830 = Les formes de la philosophie en Allemagne et en France. (= Aufklärung und Moderne, Band 6), Wehrhahn, Laatzen 2007, ISBN 978-3-86525-206-7.
- Herausgeberin: Netzwerke des Wissens. Das intellektuelle Berlin um 1800. (= Berliner Intellektuelle um 1800, Band 1), Berliner Wissenschafts-Verlag, Berlin 2011, ISBN 978-3-8305-1910-2.
- Herausgeberin mit Mildred Galland-Szymkowiak: Grundzüge der Philosophie K. W. F. Solgers. (= Ideal und real, Band 2), LIT, Wien/Zürich/Berlin/Münster 2014, ISBN 978-3-643-90076-0.
- Herausgeberin mit Ayşe Yuva: France-Allemagne. Figures de l’intellectuel entre révolution et réaction 1780–1848. Presses universitaires du Septentrion, Villeneuve d’Ascq 2014, ISBN 978-2-7574-0675-5.
- Herausgeberin mit Enrica Fantino und Josefine Kitzbichler: Voß’ Übersetzungssprache. Voraussetzungen, Kontexte, Folgen. (= Transformationen der Antike, Band 32), De Gruyter, Berlin/München/Boston 2015, ISBN 978-3-11-030124-3.
- La lettre à l’œuvre. Modèle du réseau, archive du texte. HDR, Paris 2016.
- From Handwriting to Footprinting. Text and Heritage in the Age of Climate Crisis. Open Book Publishers, Cambridge 2023, doi:10.11647/OBP.0355.